# 秀麗硬殼寄居蟹
秀麗硬殼寄居蟹（学名：Calcinus elegans）为活額寄居蟹科硬殼寄居蟹屬下的一个种。